# Kerli Kõiv
Kerli Kõiv, művésznevén Kerli (Elva, Tartu megye, Észtország, 1987. február 7.) észt pop-rock énekesnő.
2006-ban szerződött le a Island Def Jam Music Group kiadónál, majd 2008-ban adta ki első, Love Is Dead című albumát, mely 126. lett a Billboard 200-on és 2. a Heatseekers Albums listán. A Walking on Air című kislemez 75. lett az European Hot 100-on, továbbá a So You Think You Can Dance című amerikai televíziós műsorban is helyet kapott.
2010-ben az Almost Alice című filmzenei albumra két dal került fel az énekesnőtől: a Tea Party és a Tokio Hotel közreműködésével felvett Strange.
2010. december 16-án ingyenes promóciós kislemezként jelent meg az Army of Love, majd 2011. április 12-én már megvásárolható változatban került kiadásra. A szám 11 hetet töltött a Billboard Hot Dance Club Songs listán, 2011. május 7-én első helyezett lett. 2012 februárjában forgatták a Zero Gravity című dal klipjét. A kislemez március 20-án jelent meg, a kisfilm másnap látott napvilágot. A Zero Gravity a Hot Dance Club Songs hatodik helyezésig mászott.

## Karrierje

### 2002-05: Kezdetek
2002-ben Kerli részt vett a Laulukarussell című tehetségkutató műsoron, ahol május 18-án a Bridge over Troubled Water című dallal nyert. Ugyanebben az évben a Fizz Superstar versenyre is jelentkezett. A minimum korhatár 15 év volt, az énekesnő hazudott koráról, és nyert a tehetségkutatón. Kerli hazájában, Észtországban nem örvendett nagy sikernek, ennek ellenére egy 2008-as interjúban kifejtette, nem neheztel hazájára. Az énekesnő egy új kiadót keresett, hiszen az Universal Sweden, melyhez előzőleg társult, csődbe jutott. 16 évesen az énekesnő Stockholmba költözött, ahol jelentkezett a Melodifestivalenre 2003-ban, de még az elődöntőben kiesett. A Svédországban töltött idő során rengeteg producerrel dolgozott, azonban rendkívül kevés pénze volt, egy elhagyatott házban élt. 18 évesen az Egyesült Államokba költözött, ahol a Def Jam Music Group lemezkiadótól kapott lehetőséget 2006-ban.

### 2006-09:KerliEP ésLove Is Dead

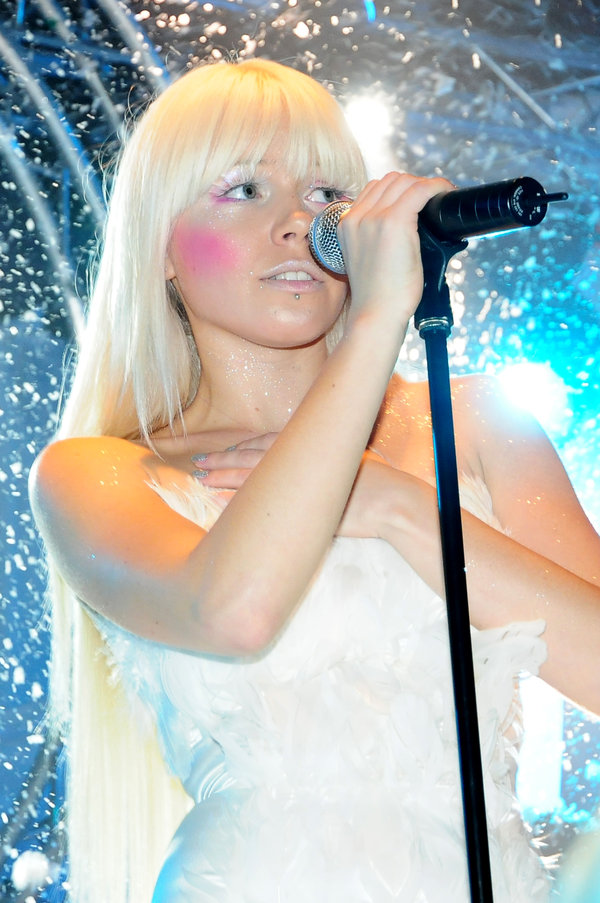
Kerli 2009-ben.

Kerli 2006-ban többek között David Maurice producerrel és szerzővel dolgozott, elsősorban önéletrajzi jellegű dalokon, melyeket egy 2007-ben megjelent középlemezen adott ki az énekesnő, illetve 2008-as Love Is Dead című albumán. A Love Is Dead című dal videóklipje 2008. február 29-én jelent meg, majd a Walking On Air kisfilmje május 20-án.
2009-ben az énekesnő az Õllesummer fellépője volt Tallinnban. 2009. szeptember 10-én Kerli kiadója bemutatta az énekesnő iPhone alkalmazását, és az első dal, a Saima a következő hónapban jelent meg. The Creationist című kislemezét is újra kiadta, mely egy duett Cesare Cremonini olasz szerzővel.
Kerli az EBBA egyik nyertese lett a Love Is Dead sikerei miatt.

### 2010-napjainkig:Tea Party, második album
2010. március 2-án megjelent az Almost Alice, mely az Alice Csodaországban című film filmzenei albuma. Két dal található rajta, melyet Kerli adott elő: a Tea Party és a Strange, melyen a Tokio Hotel is közreműködött. A Tea Party maxi kislemeze 2010. június 15-én jelent meg. Feldolgozott egy dalt, a Nature Boy-t a Smallville című sorozat tizedik évadjára.
2010. december 19-én Kerli előadta a Sa kuldseks jää című észt dalt hazájában. Az énekesnő hozzátette, szívesen kiadná a dalt, hogy a helyi rádiók játszhassák.
Kerli új albumával kapcsolatban bejelentette, hogy egy új zenei stílust képvisel, mely a Bubble Goth elnevezést kapta. Hozzátette: „A Love Is Dead borús, sötét és zárkózott volt, ez az album vidámabb.” Továbbá igyekszik egy eddig nem hallott hangzást elérni. Kerli szerint az album nagyon erős. Az Army of Love ingyenesen jelent meg Kerli weboldalán. 2011. április 12-én pedig kislemezként adták ki. Videóklipjét Észtországban forgatták novemberben. A kisfilm 2010. december 22-én jelent meg. A felvétel első lett a Billboard  Hot Dance Club Songs listán.
Az album egyetlen megerősített dala a Speed Limit, melynek albumos változata valamelyest a már megjelent demóra fog épülni. and "Zero Gravity", A demót 2011. szeptember 2-án mutatták be. Az énekesnő a dalt már ez előtt is több alkalommal előadta.
A Skyscraper-t Toby Gad, Lindy Robbins, és Kerli szerezte az énekesnő második lemezére, viszont nem került fel rá. Helyette Demi Lovato amerikai énekesnő harmadik, Unbroken című lemezén kapott helyet. Gad, Robbins és Kerli egy I Feel Immortal című dalt is szerzett, mely végül Tarja What Lies Beneath című albumára került.
2012. március 20-án megjelent a Zero Gravity. A kisfilmet január 25-én kezdték forgatni, és március 21-én jelent meg. A kanadai Alon Isocianu rendezte a klipet. Kerli később bejelentette, az Army of Love és a Zero Gravity is csak promóciós kislemezek.
2012 májusában Kerli Facebook-on megerősítette, hogy albuma teljesen elkészült, az első kislemez várhatóan júniusban jelenik meg, a lemez nyár végétől lesz kapható.
2012. június 1-jén és 2-án Kerli fellépett a Motor City Pride-on Detroitban. Június 9-én Bostonban énekelte el Walking on Air, Army of Love, Zero Gravity és eddig nem hallott, Let the Kids Unite című számát.
2019 február 22-én jelent meg az énekesnő második stúdióalbuma, ami a  Shadow Works címet kapta. Az album 24. helyen végzett a Billboard Heatseekers Album kategóriában.

## Diszkográfia

### Stúdióalbumok
- Love Is Dead (2008)
- Shadow Works (2019)

### EP-k
- Kerli (2007)
- Utopia (2013)

## Fordítás
- Ez a szócikk részben vagy egészben  a   Kerli című angol Wikipédia-szócikk fordításán alapul.  Az eredeti cikk szerkesztőit annak laptörténete sorolja fel. Ez a jelzés csupán a megfogalmazás eredetét és a szerzői jogokat jelzi, nem szolgál a cikkben szereplő információk forrásmegjelöléseként.